# Assemblage
L'assemblage è una tecnica artistica in cui una composizione tridimensionale viene prodotta mettendo insieme oggetti, o parti di essi, generalmente applicati ad un supporto.
Primi esempi possono essere considerati i collage polimaterici cubisti; particolarmente significative sono le esperienze dadaista e surrealista di trasposizione e combinazione di oggetti di uso comune in un contesto particolare e spesso straniante. Sia Marcel Duchamp che Pablo Picasso hanno lavorato con oggetti rinvenuti, molti anni prima di Dubuffet. Insieme a Duchamp le prime artiste a provare la tecnica dell'assemblage sono state
Elsa von Freytag-Loringhoven, la Baronessa Dada, e Louise Nevelson che alla fine degli anni trenta inizia a creare le sue sculture con pezzi di legno rinvenuti casualmente.
Nel 1961 l'esposizione The Art of Assemblage al Museum of Modern Art di New York conferisce risalto all'assemblage grazie ad opere di Braque, Joseph Cornell, Dubuffet, Marcel Duchamp, Picasso, Robert Rauschenberg, Man Ray e Kurt Schwitters. William C. Seitz, curatore della mostra, descrive questa tecnica come qualcosa di improntato sulla ricerca di materiali ed oggetti naturali o fabbricati, ovvero non intesi comunemente come strumenti artistici.

## Storia
Nel 1914 Picasso inizia per primo ad utilizzare l'assemblage nelle produzioni cubiste, ad esempio inserendo un cucchiaio in una scultura, o con la Tête de Taureau (Testa di toro, 1942), ricavata assemblando un manubrio ed un sellino di bicicletta trovati per strada.
In seguito l'assemblage viene impiegato da Duchamp, con il ready-made, e da dadaisti e surrealisti, che basano le loro opere su accostamenti insoliti di oggetti e di immagini.
Kurt Schwitters raccoglie frammenti e detriti del nuovo paesaggio urbano: bietti del treno e del tram, manovelle, ruote, bulloni. Nella pittura Merz, che l'artista oppone al Dadaismo, i rifiuti salvati dalla distruzione vengono sottoposti ad un processo di trasformazione che integra gli oggetti all'interno dell'opera attraverso il collage o l'assemblage o la scultura. L'estrema sensibilità per i materiali è alla base dell'esperienza estetica di Schwitters, che ha influenzato il Bauhaus.
Le pagine della rivista surrealista Minotaure riproducono spesso quadri e disegni del XVI e XVII secolo, al punto da indurre alcuni critici a trovare un parallelo nel manierismo all'utilizzo dell'assemblage nelle creazioni surrealiste. Le teorizzazioni ad esempio di Francisco de Hollanda, che nel 1548 valutava positivo l'inserimento di esseri chimerici nelle opere d'arte, avvalora tale ipotesi per i critici che la sostengono. La costruzione di un insieme di parti molto diverse fra loro, ragione d'essere dell'assemblage, disorienta e crea un effetto di corto circuito dei sensi, che costituisce la parte insostituibile della novità e dell'identità possibile prodotta dagli oggetti surrealisti.
Negli anni cinquanta la tecnica diviene particolarmente popolare, e prevede l'utilizzo dei materiali più disparati, compreso il cibo. L'assemblage è poi filo conduttore tra le avanguardie dell'inizio novecento e l'arte figurativa degli anni sessanta.
I rappresentanti dell'arte concettuale degli anni sessanta e settanta  riprendono la metafora del museo, riadattandone le vetrine, gli scaffali, gli strumenti di classificazione. Entrano in gioco meccanismi di riflessione sull'arte quale strumento; il bisogno di tesaurizzare e di conservare supera la necessità di mostrare. Gli oggetti e la loro forma fisica, la loro materia ed il loro colore sono ridotti a meri contenitori.
Dagli anni cinquanta gli artisti ricorrono inoltre, con sempre maggiore frequenza, all'ambiente, quale maniera alternativa di utilizzare l'assemblage. Le realizzazioni sono caratterizzate da un accumulo non programmato, da una dilatazione della materia oltre i limiti consueti, in analogia con le installazioni di Duchamp, con l'esperienza surrealista, con gli studi degli artisti - luoghi del caos e del caso. Il caso viene invocato sistematicamente come elemento ispiratore e tecnica di lavoro. Ne sono esempio le opere di Jackson Pollock, di Francis Bacon, di Alexander Calder, di alcuni artisti giapponesi della metà degli anni cinquanta e degli Happening statunitensi degli anni sessanta.
La somma di tali esperienze, germinate dal concetto di accumulo e di assemblage, conducono alcuni artisti alla ricerca di un nuovo concetto di spazio e di un approccio più raffinato. I primi segni si manifestano in Italia, in particolare nell'opera di Alberto Burri, cui l'Arte povera è debitrice, se pure in misura minore rispetto a quella di Piero Manzoni e dell'utilizzo di quest'ultimo dell'oggetto moderno, frutto della rivisitazione degli esempi dadaisti, surrealisti e neorealisti. I nuovi assemblage sono ambientati negli spazi delle gallerie d'arte.
A partire dalla metà degli anni sessanta diversi artisti italiani praticano l'installazione e trasformano l'oggetto, abbandonandone un po' alla volta l'essenza di ready-made o di objet trouvé. L'assemblage viene spogliato di ogni caratteristica costruttiva: lo spazio vuoto resta il riferimento fondamentale, ma l'opera in esso evidenzia anzitutto la materia, il gesto, l'idea. Si tratta di esempi isolati, in quanto al di fuori dell'Italia l'espressione resta spesso ancora legata allo spirito dadaista, come nel caso di Joseph Beuys, ed alla concezione della collezione, all'idea dell'accumulo.
In Italia non mancano nemmeno artisti che raccolgono l'eredità di De Chirico e di Savinio, ossia il modo di assemblare gli oggetti nella pittura attraverso una suggestione intellettuale, creando nuovi legami fra gli oggetti. Questi ultimi vengono in tal modo collegati fra loro dal punto di vista simbolico: un esempio è Claudio Parmiggiani, nelle cui opere si avverte la stessa tendenza al cambiamento presente nella tradizione dadaista e surrealista.

## Descrizione

### Tecnica
L'assemblage è ottenuto incorporando in un'opera d'arte materiali tridimensionali non specificamente artistici ed "oggetti trovati", ossia oggetti quotidiani che, elevati allo stato dell'arte, consentono agli artisti di sfidare l'idea tradizionale dell'arte stessa. Inizialmente prende ispirazione dal collage.
"Lo spazio, nell'assemblage, non esercita alcuna 'sintassi', non impone nessun principio d'ordine": "nessun punto di vista" viene "privilegiato", in quanto "ogni tratto" vuole "essere ugualmente impressivo". Inoltre non vi sono regole per la sua realizzazione: "il grappolo di materiali eterogenei può proliferare a piacimento".

### Caratteristiche
L'assemblage è una delle tecniche espressive più utilizzate nel XX secolo e presenta numerose affinità con i meccanismi della collezione, dei quali si serve per raggiungere la coerenza formale e semantica. Infatti la facoltà di riunire liberamente e nello stesso luogo dei materiali di natura, di epoche e di Paesi diversi, è stata a lungo prerogativa esclusiva dei collezionisti; la collezione stessa può essere considerata come "il più grande assemblage possibile".
La coscienza che gli oggetti, una volta riuniti, possano acquisire una grande forza, deriva dall'idea di collezione e di assemblage. Nella collezione l'oggetto viene dotato di nuove radici, di un nuovo spessore semantico a contatto di tutto ciò che lo circonda.

## Galleria d'immagini

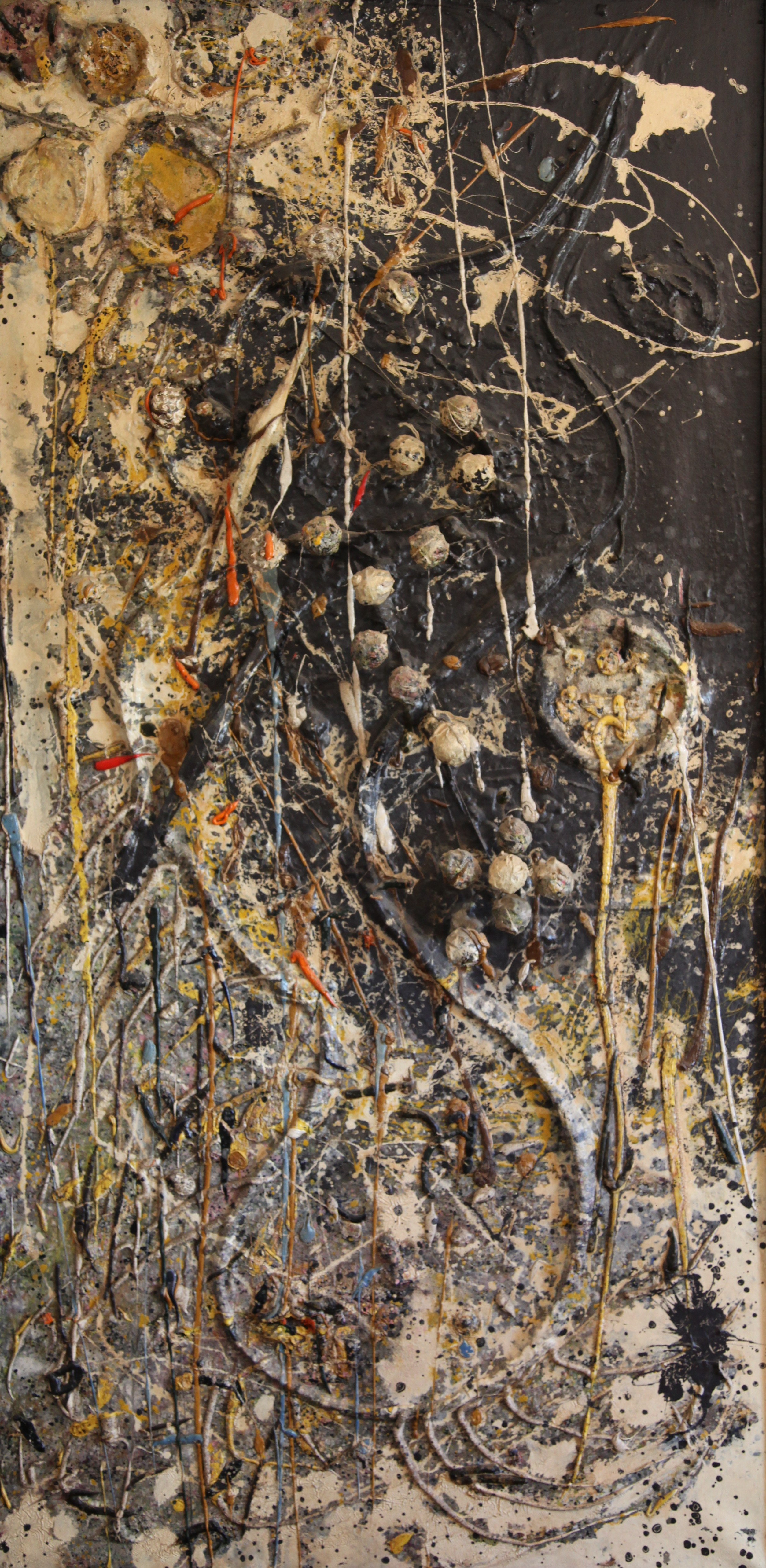
Christo Coetzee, Painting Yellow, 1957
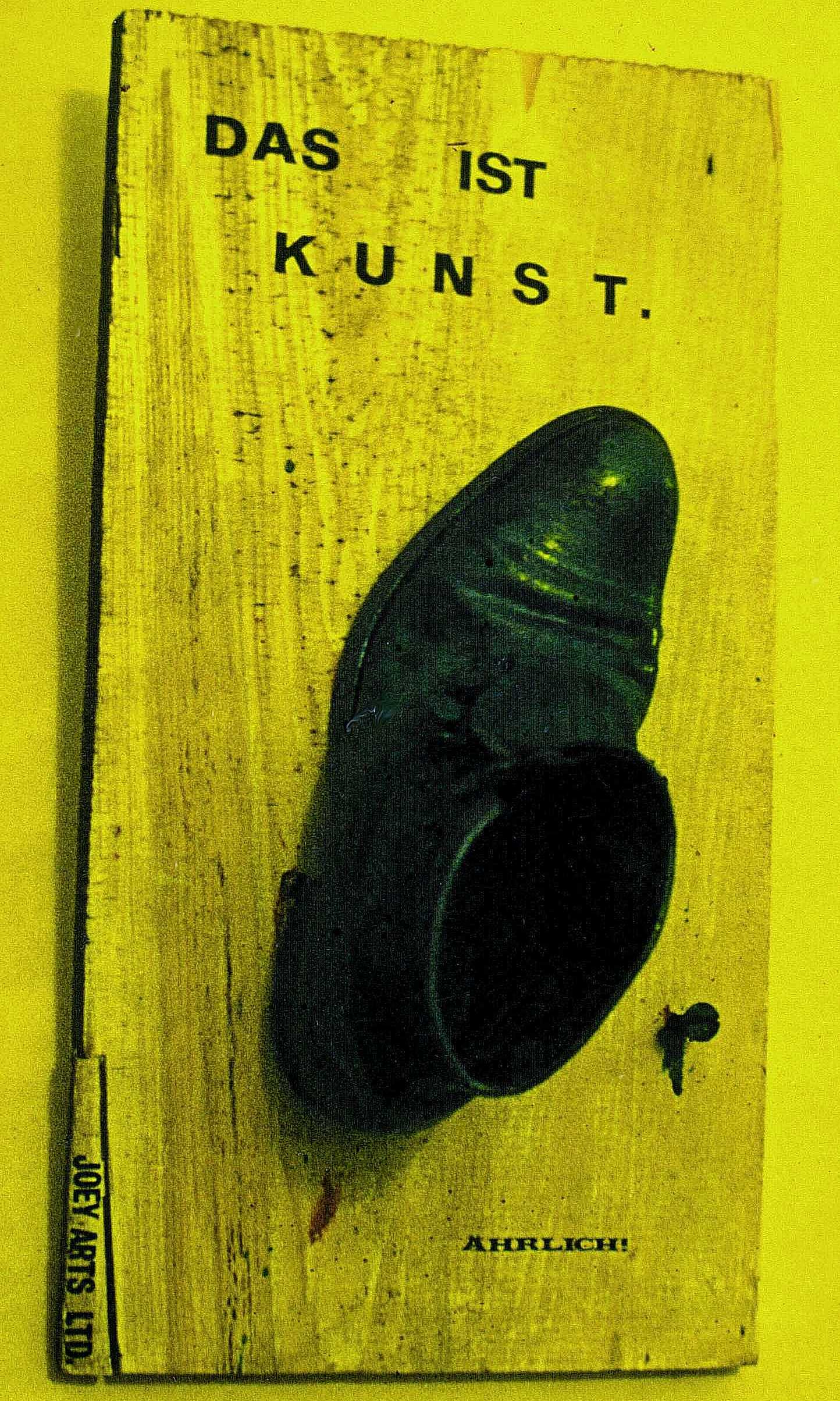
Werner Stürenburg, Nr. 5, 1968